# Mesquite Creek
Mesquite Creek es un lugar designado por el censo ubicado en el condado de Mohave en el estado estadounidense de Arizona. En el Censo de 2010 tenía una población de 416 habitantes y una densidad poblacional de 158,4 personas por km².

## Geografía
Mesquite Creek se encuentra ubicado en las coordenadas 34°57′38″N 114°34′17″O / 34.96056, -114.57139. Según la Oficina del Censo de los Estados Unidos, Mesquite Creek tiene una superficie total de 2.63 km², de la cual 2.63 km² corresponden a tierra firme y (0%) 0 km² es agua.

## Demografía
Según el censo de 2010, había 416 personas residiendo en Mesquite Creek. La densidad de población era de 158,4 hab./km². De los 416 habitantes, Mesquite Creek estaba compuesto por el 82.93% blancos, el 0.48% eran afroamericanos, el 5.05% eran amerindios, el 0.72% eran asiáticos, el 0.24% eran isleños del Pacífico, el 8.17% eran de otras razas y el 2.4% pertenecían a dos o más razas. Del total de la población el 12.02% eran hispanos o latinos de cualquier raza.